# Маркин, Николай Васильевич
Николай Васильевич Маркин (1920—1943) — старший лейтенант Рабоче-крестьянской Красной Армии, участник Великой Отечественной войны, Герой Советского Союза (1943).

## Биография
Николай Маркин родился 30 сентября 1920 года в селе Большие Можары (ныне — Сараевский район Рязанской области). Окончил восемь классов школы, занимался в аэроклубе. В 1938 году Маркин был призван на службу в Рабоче-крестьянскую Красную Армию. В 1940 году он окончил Энгельсское военное авиационное училище лётчиков. С апреля 1943 года — на фронтах Великой Отечественной войны.
К сентябрю 1943 года старший лейтенант Николай Маркин был заместителем командира эскадрильи 274-го истребительного авиаполка (278-й истребительной авиадивизии, 3-го истребительного авиационного корпуса, 8-й воздушной армии, Южного фронта). За время своего участия в войне он совершил 85 боевых вылетов, принял участие в 35 воздушных боях, лично сбив 17 вражеских самолётов и 1 в группе. 28 сентября 1943 года погиб в воздушном бою.
Указом Президиума Верховного Совета СССР от 1 ноября 1943 года за «образцовое выполнение заданий командования по прорыву сильно укрепленной полосы немцев и освобождение города Мелитополя и проявленные мужество и геройство» старший лейтенант Николай Маркин посмертно был удостоен высокого звания Героя Советского Союза. Также был награждён орденами Ленина, Отечественной войны 1-й степени, Красной Звезды, медалью За оборону Кавказа.

## Память
В честь Маркина названа улица в Больших Можарах.